# Curimatá
Curimatá is een gemeente in de Braziliaanse deelstaat Piauí. De gemeente telt 10.765 inwoners (schatting 2009).
De gemeente grenst aan Riacho Frio, Avelino Lopes, Morro Cabeça no Tempo, Redenção do Gurguéia, Parnaguá en Júlio Borges.